# Calasetta
Calasetta (Câdesédda in ligure tabarchino, Cädessedda o Câdezédda in ligure, Cal 'e Sèda in sardo) è un comune italiano di 2 795 abitanti della provincia del Sulcis Iglesiente in Sardegna.
Situato sulla punta settentrionale dell'isola di Sant'Antioco nell'arcipelago del Sulcis, era inoltre un comune onorario dell'ex provincia di Genova. È nota come «la bianca», per il colore prevalente delle abitazioni. Sono caratteristici il bianco calce, appunto, l'azzurro del cielo e del mare, e il verde dei ginepri sulle spiagge.

## Geografia fisica

### Territorio
Geologicamente il territorio calasettano deve la sua attuale struttura ad un grande sconvolgimento tellurico accaduto più di un milione di anni fa, nell'era terziaria. Il territorio comunale costituisce la parte nord-occidentale dell'isola di Sant'Antioco, ed è formato da basse colline con coste scoscese a falesie verso ovest, mentre ad est la costa è bassa e caratterizzata da un golfo marino di bassa profondità, che separa l'isola dalla Sardegna. Il comune di Calasetta ha un'altitudine media di 9 m s.l.m., la misura è espressa in metri sopra il livello del mare dal punto in cui è situata la casa comunale, (con l'indicazione della quota minima e massima sul territorio comunale, espressa rispettivamente in 0 m e 142 m).
Nella parte esterna (lato ovest), vi sono poche spiagge di ampie dimensioni (sebbene rinomate), soggette, soprattutto quelle esposte a maestrale, ad imponenti mareggiate invernali.

### Clima
Il clima e la situazione geografica di Calasetta sono completamente comprese in un clima definibile come mediterraneo caldo, con inverni tiepidi o freschi, umidi e a volte ventosi, (vento prevalente il maestrale), e con estati molto calde, molto soleggiate e aride, con un intervento fortemente moderatore delle temperature massime recato dai venti marini.
La piovosità estiva è ridottissima, fatto che limita la vegetazione estiva delle erbacee (abbondantissime e fiorite in inverno), e privilegia invece la vegetazione a macchia mediterranea, bassa sul lato ovest, a ginepro, mirto, lentisco, rosmarino, e palma di San Pietro.
La parte orientale ha una vegetazione a macchia più alta ed è quella che alloggia la maggior parte delle coltivazioni.

### Cale, coste e spiagge del comune
Nel litorale del comune di Calasetta, partendo da est verso ovest e poi da nord verso sud, si hanno le seguenti cale, coste e spiagge più conosciute:
- Costa "Punta Dritta"
- Lido "Punta Dritta"
- Lido Cirdu o stagno di Cirdu ("Cedro")
- Lido Giunchea o Giunchera ("Giuncaia")
- Spiaggia Cussorgia ("Pascolo Concesso")
- Lido Su Fossu ("Il Fosso")
- Lido Capriolu ("Capriolo")
- Lido Büllu u fre da Büllassa (cioè: "Billo fratello di Bullassa")
- Punta Rosarieddu
- Lido Riu Tupei ("Rio Tupei")
- Lido Furnoxe ("Fornace")
- Lido U Disc-cu ("il disco")
- Lido U Bugasu ("La Baia")
- Riva Marina
- Marina - Porto di Calasetta molo Pescatori
- Marina - Porto di Calasetta molo Traghetti
- Marina - Porto di Calasetta banchine pescatori

- Marina - Porto di Calasetta - Punta de L'Uisottu ("Punta dell'Isolotto")
- Marina - Porto di Calasetta porticciolo turistico
- Marina - Porto di Calasetta Fanò du Fransaise (cioè: "Fanale del Francese" o "Isolotto del Francese")
- Marina - Porto Barla
- Marina - Punta du Pàize o A Punta ("Punta del Paese" o "La Punta")
- Marina Sc-coggiu Sabetta ("Scoglio Elisabetta")
- Marina Sc-coggiu Russu ("Scoglio Rosso")
- Costa Punta da a Cruxe ("Punta della Croce")
- Costa Sutta Ture ("Sottotorre")
- Spiaggia Sottotorre o Spiaggia di Punta Croce
- Promontorio Punta Manca
- Belvedere Punta Manca
- Costa Punta Manca
- Costa Daou Botta ("Da Botta")
- Costa Ca' Gianca ("Casa Bianca")
- Costa Vigna du Doutu Biggio ("Vigna del dottor Biggio")
- Lido Spiaggia la Salina
- Lido Spiaggia Stagno della Salina
- Promontorio Punta della Salina
- Costa Punta della Salina
- Calette Punta Salina
- Costa Ciannassee ("Spianate")
- Costa Labirintu ("Labirinto")
- Costa Dou Recantu ("Dell'Angolo")
- Lido Spiaggia Grande o Spiaggiagrande o anche Porto Maggiore
- Lido La Tonnara: vecchia tonnara con piccolo molo per imbarcazioni
- Costa Punta Maggiore o Perdas Nieddas ("Pietre Nere")
- Costa Fanò de Tera ("Faro di Terra")

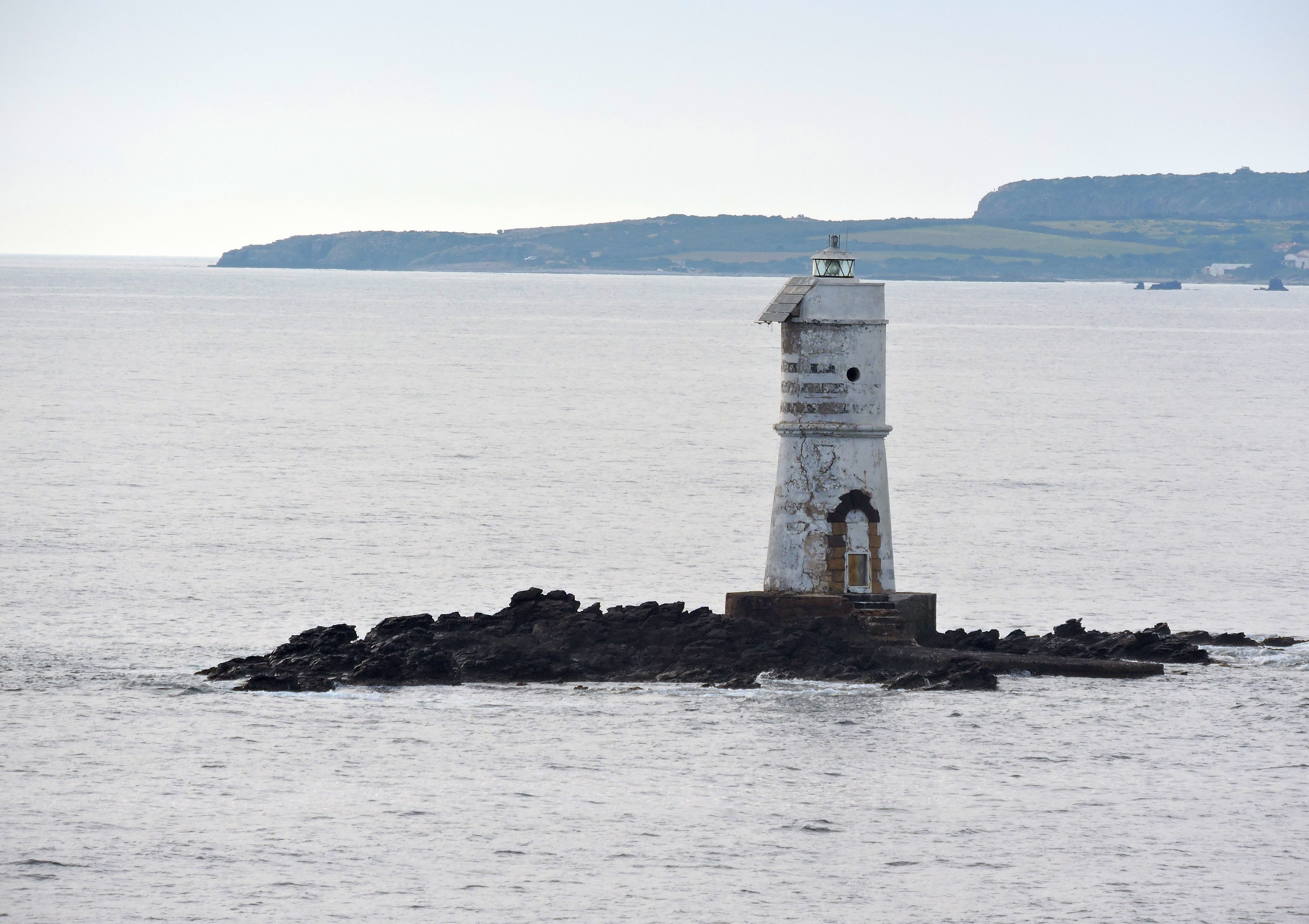
Lo scoglio di Mangiabarche con il suo faro

- Scoglio Mangiabarche o Fanò de Mangiaborche ("Faro di Mangiabarche"), con il vecchio monumentale faro
- Costa Le Batterie con vecchie postazioni militari anti-aeree
- Costa Mangiabarche
- Costa ’’Niu de Passue’’ (Nido dei Passeri) con tre faraglioni
- Costa L'Egua ("L'Acqua")
- Costa Riu Canò de l'Ergiu ("Rio Canale Ergiu")
- Costa Macori o Maccori con la lunga scogliera di alte falesie (da 20 m a 40 m)
- Costa ’’U Passu de Maccori’’ (’’Il Passo di Maccori’’)
- Costa ’’A Chinolla’’ (‘’La Colonna’’ o ‘’Il Faraglione’’)
- Costa A Gúndua’’ o ’’Sedda Gùndula ("Sella Gondola!) con alte falesie (da 20 m a 40 m)
- Costa ’’Canò de Canne’’ (’’Canale di Canne’’)
- Costa ’’U Furnu’’ (‘’Il Forno’’)
- Costa La Vedetta con alte falesie (da 20 m a 40 m)
- Costa Concali Su Para ("Conca del Prete")
- Costa ‘’Punta di Câgólli’’ (‘’Punta Caragoli’’ o ‘’Chiocciola’’ o ‘’Lumaca di mare’’) con alte falesie (da 20 m a 40 m)
- Costa ’’Gruttuín’’ (‘’Grottoni’’)
- Costa ’’A Grotta du Ràixe’’ (‘’La Grotta del Rais o Capo dei tonnarotti’’)
- Cala e Grotta dei Tuffi
- Costa Giuanneddu Mei con alte falesie (da 20 m a 40 m)
- Costa Grottoni dei Colombi
- Costa ’’Grotta de Côlunga’’ (’’Grotta di Calalunga’’)
- Costa di ’’Côlunga’’ (’’Calalunga’’)
- Costa Arcu de Mercureddu[9]
- Costa Mercureddu[9]
- Grotta Mercureddu piscina naturale[9]

## Origini del nome
L'etimologia del toponimo Calasetta è ancora incerta. Secondo Giovanni Spano la denominazione deriverebbe da Calasèda, o Calesgèdda oppure Calaxedda diminutivo di "cala" ("piccola cala" o "piccolo porto"). Dello stesso parere fu Emidio De Felice; mentre un'interpretazione diversa si riscontra in una "Relazione" del 1737, in lingua spagnola, sullo stato dell'Isola di Sant'Antioco. Secondo altri, invece, l'origine del nome sarebbe Cala de Sedda o Cal'e Sedda, Sedda, in lingua sarda significa "sella" o "sella di cavallo", infatti esaminata l'orografia del territorio nella zona della torre sabauda, quale punto più alto del borgo, si può dire che si configura una specie di sella posta alla sommità di due lati discendenti dalla stessa: un lato occupa il versante diretto alla marina e al porticciolo; l'altro lato invade la zona attigua alla spiaggia di sotto la torre. Così possono essere visti come due lati, tali da raffigurare una sella di cavallo da cui forse il nome del paese. Altri ancora (Maria Cabras, ricercatrice storica locale), al contrario, attribuiscono l'origine della denominazione in sardo campidanese alla contrazione di Cala de Seda, cioè Cal'e Seda, o anche Cala Seda, cioè Cal'e Sera, ossia "Cala della Seta". Infatti, nel sardo campidanese seda o sera significa "seta", perché pare che il mare dell'arcipelago sulcitano abbondasse di particolari molluschi, da cui si ricavava la "seta di mare", cioè una sorta di "seta naturale marina" ottenuta dai filamenti che secerne una specie di molluschi bivalvi marini (Pinna nobilis), endemica del Mediterraneo, volgarmente noti come "nacchere" o "penne" (pinnae margaritiferae), dal cui interno i filamenti ricavati venivano utilizzati per la tessitura del bisso.. Si confermerebbe quest'ultima interpretazione in un documento del 1754, riguardante un progetto di colonizzazione dell'Isola di Sant'Antioco. In questo documento si alternano le denominazioni in dialetto sulcitano di Calasera o Calesera oppure nella parlata dei commercianti liguri Calasetta o anche Cala di Seta, traduzione dal dialetto sardo locale operata dai piemontesi, organizzatori del progetto di colonizzazione. Diversamente in un più antico documento del secolo XIII la "Cala" è indicata come Porto Barla.

## Storia

### Preistoria e storia antica

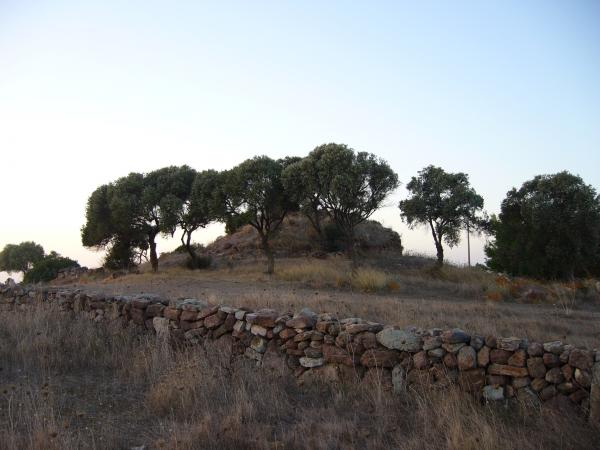
Nuraghe Bricco Scarperino

Il territorio calasettano ha origini molto antiche. Nella zona di Calasetta è attestata la presenza dell'uomo primitivo con la sua attività e cultura, come si rileva nella presenza del sito archeologico delle Domus de janas di Tupei, (in lingua sarda Domus de Janas significa "Case delle Fate"), sono grotte scavate nella roccia adibite a funzioni sepolcrali, di epoca prenuragica,
Per il periodo successivo, nelle campagne di Calasetta si riscontra l'esistenza di alcuni nuraghi e resti nuragici. Si segnalano per importanza i seguenti nuraghi, posti su un'altura o cumulo (in dialetto calasettano: bricco): Bricco Le Piane o Bricco delle Piane (su una collinetta alta 24 m); Bricco Scarperino (alto 48 m) e Bricco Sisineddu o Poggio Sisineddu (alto 40 m).
Sono presenti nelle campagne del paese anche successivi insediamenti fenici, punici e romani, come testimoniano alcuni rinvenimenti. In località Tupei si sono rilevate presenze fenicie diverse incisioni su una roccia trachitica, denominata Sedda de Antiogu Selis, e altre incisioni rupestri su una sommità rocciosa (alta 49 m) in località Sisineddu. A 50 metri da Bricco Scarperino fu rinvenuto un mezzo sarcofago di origine punica o romana (dimensioni: 1 m × 0,50 m × 0,50 m). In località Campu Scia Maìn sono stati rinvenuti i seguenti reperti romani (tutti in ossidiana nera): perforatori, punta di lancia, raschiatoi e numerosi coltellini, con frammenti di vasi in terracotta. A 15 metri dal Rio Tupei sono stati rinvenuti i resti di un'antica costruzione romana, con un muro maestro (lungo 10 m), due tronconi di muri laterali e un muro di tramezzo. Queste strutture murarie sono costruiti in piccoli blocchi di tufo uniti con malta e spessi 50 cm. Altri resti simili su una collinetta vicina.

### Storia medievale e moderna
Nel periodo medioevale, nello specifico giudicale, non è attestata alcuna presenza abitativa permanente nel territorio calasettano, compreso nella curatoria del Sulcis, nel giudicato di Cagliari.
Durante il dominio spagnolo, si segnala il sopralluogo, nell'anno 1572, lungo le coste e il litorale calasettano da parte del Capitano di Iglesias, don Marco Antonio Camos, descrivendo nella sua Relaçion de todas las costas maritimas de lo Reyno de Cerdeña, i siti ottimali per l'edificazione di torri costiere per la guardia e la vedetta, con sentinelle armate, secondo le prescrizioni ordinate nel 1572-1573 dal re Filippo II di Spagna per la perlustrazione delle coste sarde.

### L'insediamento tabarchino
La popolazione di Calasetta è un'isola linguistica tabarchina (variante del dialetto ligure), come la prospiciente Carloforte sulla vicina isola di San Pietro; questa peculiarità culturale è dovuta alla colonizzazione e fondazione del paese da parte di coloni liguri provenienti dalle coste tunisine. Per il comune passaggio della comunità pegliese abitante nella piccola isola tunisina, ora promontorio e sobborgo della cittadina di Tabarca, la popolazione di Calasetta, in analogia con quella della vicina Carloforte, definisce se stessa come tabarchina, e l'idioma ligure parlato a Calasetta è detto tabarchino.
Alla metà del 1500 un gruppo di liguri, partiti da Pegli (sobborgo della metropoli di Genova) partirono per la piccola isola di Tabarka vicina alla costa della Tunisia, al seguito dei Lomellini, cospicuo casato genovese, che aveva avuto una concessione sul posto, per praticare commerci e la pesca del corallo.
Alla metà del 1700, essendo divenuta meno redditizia la pesca del corallo, ed essendo peggiorati i rapporti con i tunisini, i coloni abbandonarono la Tunisia e ottennero dal re di Sardegna le concessioni a costituire due insediamenti; il primo, nel 1738, nell'isola di San Pietro, dove venne costituita Carloforte, ed il secondo, quello di Calasetta, in una parte pressoché disabitata dell'isola di Sant'Antioco.
Il Re, Carlo Emanuele III di Savoia, affidò così all'Ordine dei Santi Maurizio e Lazzaro, che nel 1758 aveva ottenuto in feudo la parte nord-occidentale del territorio dell'Isola di Sant'Antioco, il compito di guidare l'insediamento di Calasetta. L'insediamento fu deciso formalmente nel 1770. Tra il 1770 e il 1771 fu elaborato un piano urbanistico per Calasetta che venne poi realizzato presso l'insenatura denominata Cala de Seda che influì sulla denominazione di Calasetta del nuovo borgo. L'erigendo nucleo abitato fu popolato nell'ottobre 1770 dai primi 130 coloni (38 famiglie), di origine ligure, che furono trasportati dal capitano e armatore Giovanni Porcile, sulla nave Ancilla Domini verso l'isola di Sant'Antioco. Ai primi coloni, provenienti da centri della Tunisia: Tabarca e Tunisi, furono assegnati alloggi e terreni, beneficiando di esenzioni fiscali e di concessioni gratuite di terre coltivabili, ma a loro fu imposto anche il divietato di abbandonare la zona di Calasetta per alcuni anni. L'ubicazione del nuovo borgo fu attentamente studiato dai funzionari governativi del Re Carlo Emanuele III di Savoia, con la realizzazione dell'insediamento sulla sponda contrapposta al nuovo centro urbano di Carloforte, proprio in posizione strategica lungo le coste vicino al transito dei tonni.

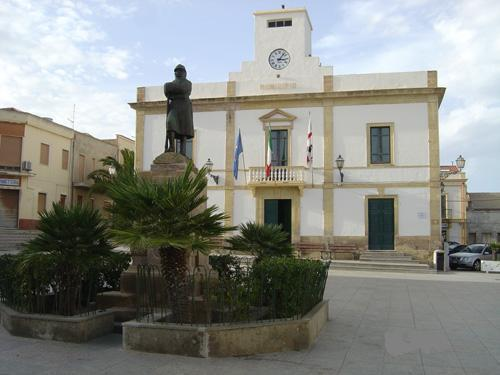
Piazza Belly, intitolata ad uno dei progettisti dell'abitato calasettano.

Tra il 1773 e il 1774 si ebbe una successiva immigrazione di alcuni coloni piemontesi, la maggior parte originaria di Carignano (in Provincia di Torino), che terminò con un sostanziale fallimento, in una situazione sanitaria durissima (il paese fu decimato nei primi anni da ripetute terribili epidemie), ma produsse comunque un prezioso afflusso di tecniche culturali di coltivazione della vite, sviluppando così un'autonoma e pregevole capacità nella produzione agricola, e in particolare nella produzione del vino di alta qualità: il famoso Carignano del Sulcis. Le poche persone di origine piemontese che riuscirono a resistere e a sopravvivere, furono comunque rapidamente e completamente assorbite dalla comunità tabarchina, assumendone la parlata ligure ma mantenendo l'abbigliamento tradizionale piemontese, come si evidenzia ancora nelle sfilate folcloristiche con il costume tipico di Calasetta esibito in diverse manifestazioni.
La costruzione dell'abitato, su progetto dell'ingegnere militare piemontese Pietro Belly, iniziò su due assi portanti viari ortagonali, corrispondenti alla via Roma (già via Grande) e via Guglielmo Marconi, ai lati delle quali furono costituiti i primi lotti con abitazione e superficie coltivabile, con tipologie abitative prescelte a difesa delle possibili incursioni piratesche. L'insediamento iniziale, che riproduce il castro romano, ebbe le seguenti dimensioni: in direzione est-ovest (corrispondente al decumano) si sarebbe sviluppato nelle strade principali per una lunghezza di 120 trabucchi piemontesi (uguali a 370 metri), e in direzione nord-sud (corrispondente al cardo o cardine) per 60 trabucchi (uguali a 185 metri); invece nelle vie secondarie la lunghezza fu di 36 trabucchi (uguali a 111 metri). L'agglomerato così progettato ebbe un impianto cartesiano caratterizzato da isolati regolari e spazi rettangolari o quadrati, seguendo i dettami dei piani urbanistici sabaudi allora in voga, dove il fulcro principale (in coincidenza dell'incrocio tra i due assi portanti viari ortagonali) era costituito dall'area di piazza Municipio (una specie di foro del pretorio), successivamente intitolata a Pietro Belly. Successivamente, l'ingegnere sabaudo Giovanni Francesco Daristo dispose nel 1773 l'ampliamento del nuovo abitato, sviluppando l'impianto matrice dell'ingegnere Belly, che si caratterizza per gli elementi dell'architettura domestica della costa ligure tipicamente sette-ottocentesca.
In un accordo formale, già sottoscritto a Torino il 29 novembre 1767, tra un gruppo di capi-famiglia dei primi abitanti di Calasetta e rappresentanti governativi, si stabilirono in una specie di concordato i primi regolamenti civici per la popolazione calasettana. Inoltre, si decise che in presenza di un podestà governativo i coloni di Calasetta avrebbero eletto su base censuaria tre rappresentanti per la carica di un sindaco, di primo e secondo consigliere, con un mandato di durata annuale.

### Società e comunità calasettana dalla fine del Settecento ad oggi

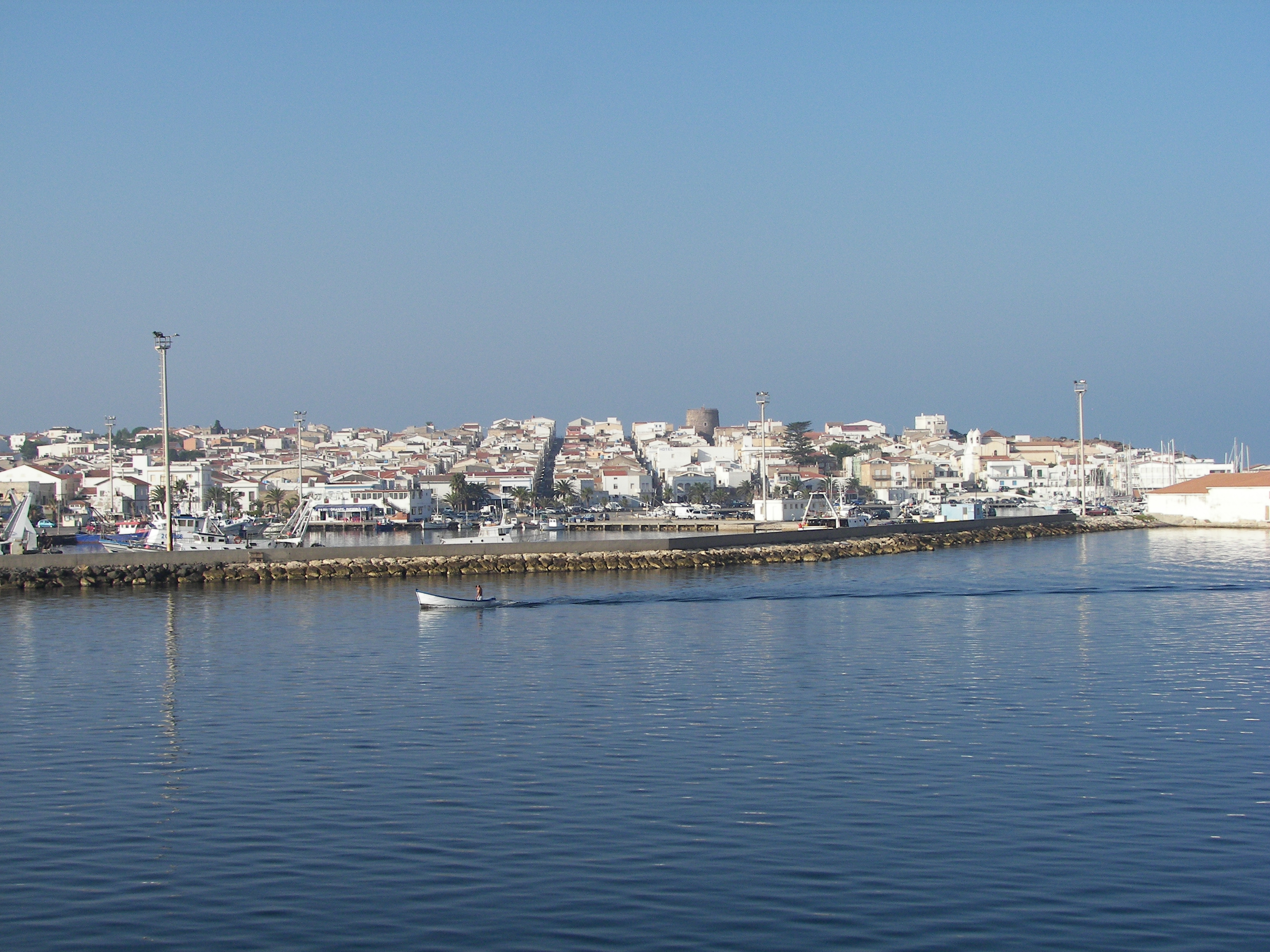
Veduta di Calasetta

Dalla fine del 1700 ad oggi la comunità calasettana ha mantenuto, quasi costantemente, sistemi di organizzazione sociale di origine tabarchina (linguaggio e tradizioni marinaresche), come Carloforte, ma con la differenza di subire anche l'influenza della cultura sarda proveniente dalla vicina cittadina di Sant'Antioco. Tutto ciò è stato favorito dal fatto che a Calasetta, non essendo isolata come Carloforte, si combinano e si intrecciano spesso tradizioni culturali tabarchine con quelle sarde e sulcitane, nonostante la manifestata e orgogliosa appartenenza derivante dai legami con il territorio ligure e genovese in particolare. L'originaria cultura piemontese è rimasta solo in modo notevole nelle tecniche di coltivazione della vite e della produzione del pregevole vino Carignano del Sulcis, che viene commercializzato da un'importante cantina sociale. La pesca, con le connesse attività marinare e marittime, e l'agricoltura, in particolare la coltivazione di pregiate uve per la produzione del vino, costituiscono l'economia prevalente del paese affiancate da importanti servizi turistici per la permanenza e la ristorazione che stanno caratterizzando sempre di più Calasetta, diventata e affermatasi come notevole e rilevante centro balneare e di soggiorno nel territorio e in Sardegna.
Il 27 maggio 2006 Calasetta è stato riconosciuto come comune onorario dalla Provincia di Genova in virtù dei legami storici, economici e culturali con il capoluogo ligure. È inoltre gemellata con Genova Pegli dal 2006.

### Simboli

Il gonfalone comunale

Lo stemma e il gonfalone del comune di Calasetta sono stati concessi con decreto del presidente della Repubblica del 18 agosto 1978.
Lo stemma comunale raffigura, in campo azzurro, una torre d'argento, fondata su una collina verde che si erge da un fianco dello scudo verso un mare ondato d'argento. 
Il gonfalone è un drappo partito di bianco e di azzurro.

## Monumenti e luoghi d'interesse

### Architetture religiose

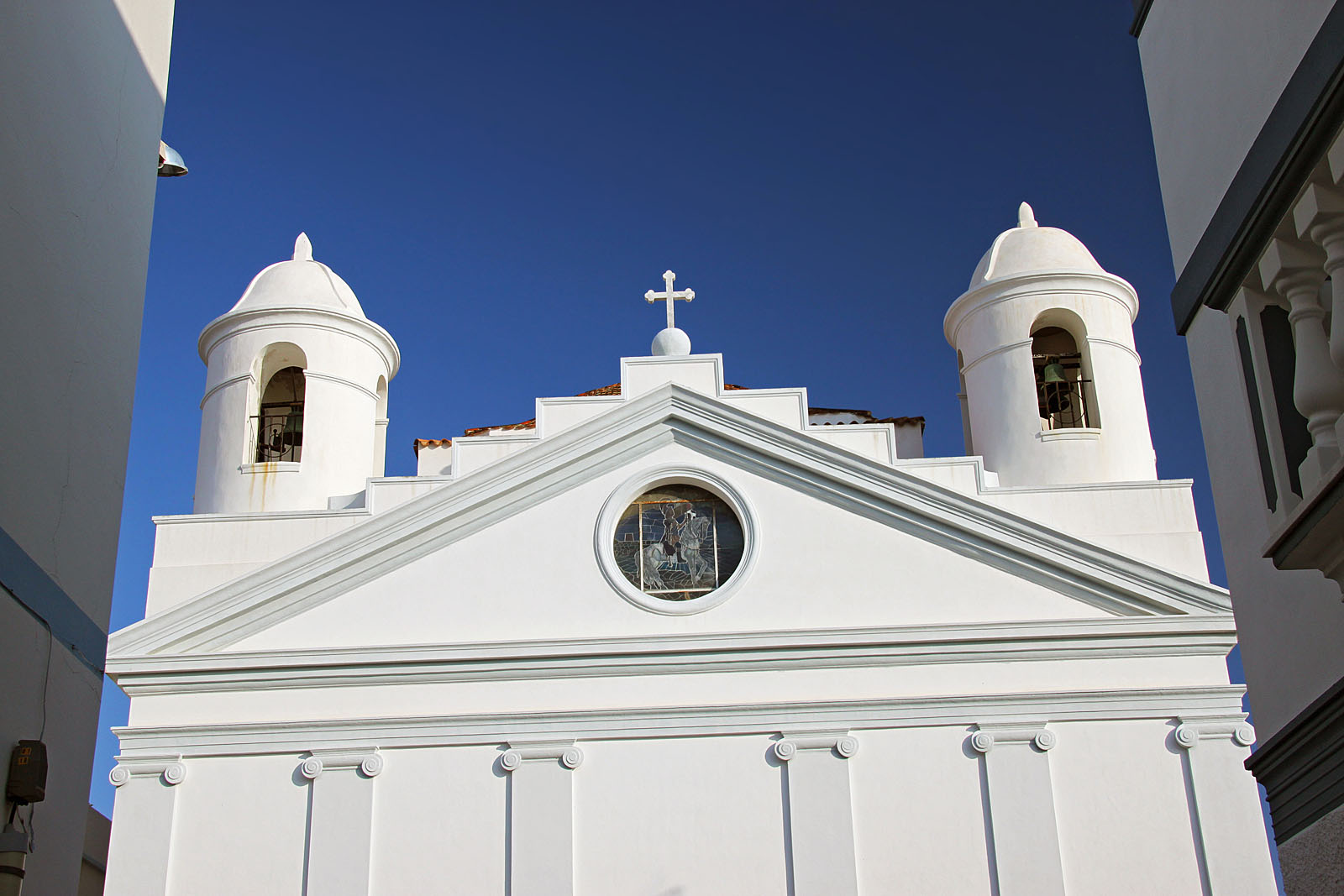
La chiesa di San Maurizio

- Chiesa di San Maurizio: chiesa parrocchiale, edificata nel 1838 a pianta centrale con due campaniletti a cupolino, ebbe una prima progettazione attribuita all'ingegnere militare piemontese Saverio Belgrano di Famolasco, poi una trasformazione curata dall'architetto Carlo Pilo Boyl.

### Architetture civili
- Acquedotto comunale: vicino alla torre Sabauda, in via Tunusi, si trova in buone condizioni l'acquedotto comunale dismesso che presenta intatti simboli littori del passato regime fascista.
- Vecchia tonnara di Calasetta - impianti, forni e caseggiati in località Spiaggia Grande.
- Vecchio fanale di terra in località Mangiabarche
- Palazzo municipale (con torretta-casotto dell'orologio realizzato nel 1927): tra i primi edifici del paese, già sede del consiglio comunitativo, istituito dal R.E. 25 settembre 1771, per l'amministrazione degli affari e degli interessi della comunità, poi, nel 1848, in seguito alla riforma prevista dal R.D. 7 ottobre 1848 n. 295, luogo del comune moderno.
- Ponte di Riu Cabriolu (1929 - 1930): vicino al litorale di Cussorgia
- Ponte Su Fossu (1929 - 1930): vicino al litorale di Cussorgia
- Vecchio cinema: interessante edificio degli anni trenta, non in uso da tempo per attività di spettacolo, alterato da recenti utilizzi.
- Case urbane tipiche: caratteristici edifici ubicati in diverse parti del borgo storico.
- Case rurali tradizionali: caratteristiche abitazioni poste nella campagna di Calasetta.

### Architetture militari

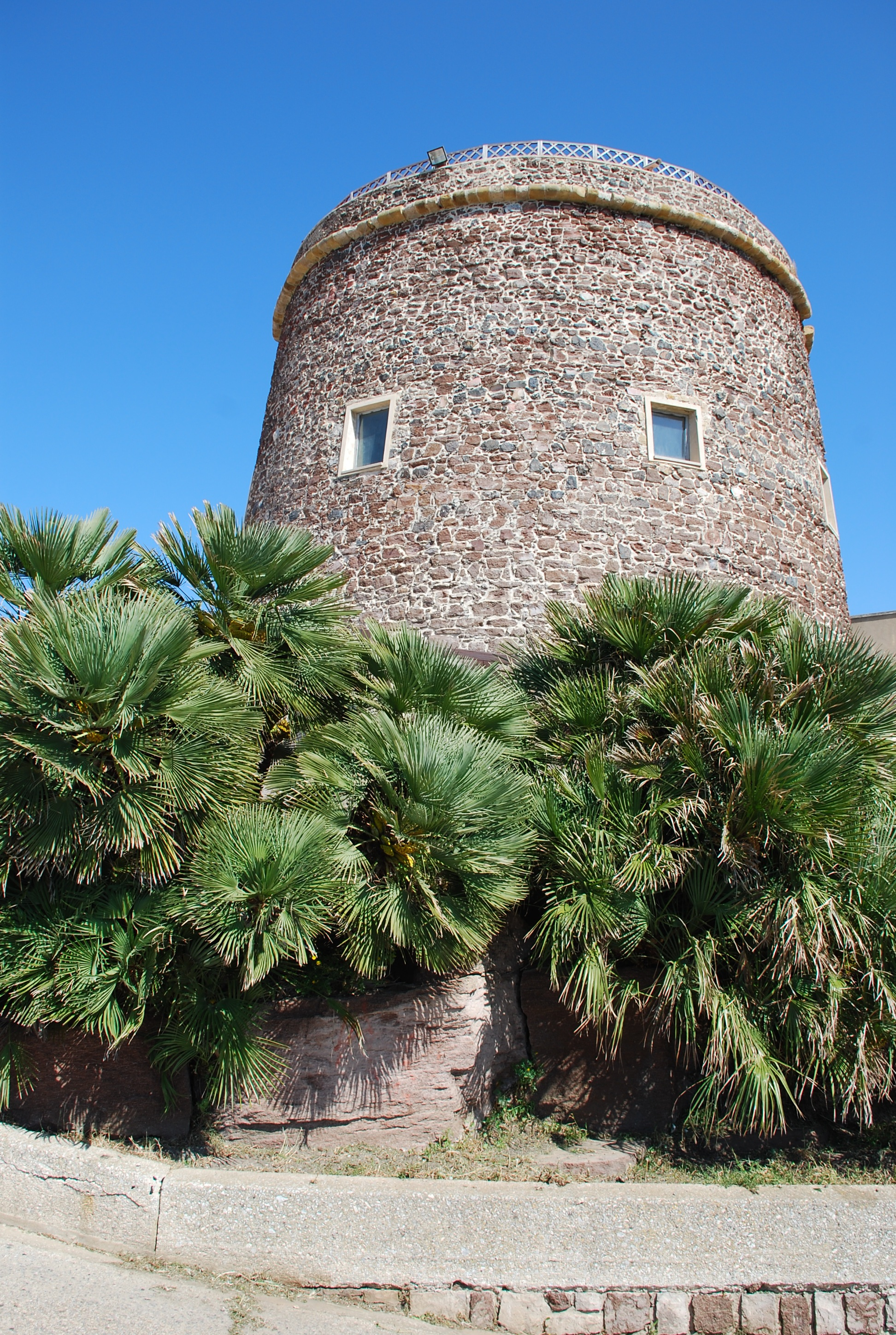
La torre

- Torre Sabauda: la possente torre (detta torre nêua ossia nuova, poi denominata torre Litoranea) per la guardia del territorio, che ancora oggi domina il centro storico dell'abitato, fu costruita nel 1756 in conci di pietra vulcanica, secondo il progetto dell'ingegnere militare piemontese Vallin.
- Vecchie batterie antiaeree e antinave: in località "Mangiabarche", postazioni militari abbandonate del secondo conflitto mondiale, quasi in rovina, con trincee di protezione (con passaggi sotterranei), depositi andati in rovina e l'imponente (ma pericolante) centrale di tiro che domina il paesaggio lungo la costa.

### Altro
- Statua di soldato in vedetta: Monumento ai caduti di tutte le guerre, scultura bronzea (opera realizzata a Roma nel 1927 dallo scultore perugino Torquato Tamagnini), che si trova al centro della piazza Municipio, successivamente intitolata a Pietro Belly.[21]

### Siti archeologici

#### Nuraghi
Nel territorio comunale di Calasetta sono presenti i seguenti nuraghi (con indicazione dell'altezza del sito):
- Acqua Sa Murta (59 m)
- Bricco Le Piane o Bricco delle Piane (11 m)
- Bricco di Ciotti (36 m)
- Bricco Scarperino (48 m)
- Mercureddu (59 m)
- S'Ega de Ciredu (74 m)
- Bricco o Poggio Sisineddu (40 m)
- Spiaggiagrande (10 m)

## Società

### Evoluzione demografica
Abitanti censiti

### Lingue e dialetti
Il tabarchino è una variante della lingua ligure.
Ad effetto della cultura sviluppata, maggiormente di tipo contadino piuttosto che pescatore, e per il contatto in una più stretta contiguità geografica con la popolazione di lingua sarda, con cui condivide l'Isola di Sant'Antioco, la lingua di Calasetta ha acquisito in misura maggiore rispetto a Carloforte diversi termini linguistici sardi.
Peraltro la minore apertura ai traffici marittimi rispetto a Carloforte, e la peculiare caratteristica conservatrice della cultura contadina, ha permesso un migliore mantenimento, rispetto a Carloforte (oggetto di maggiori contatti con l'evoluzione del linguaggio della Liguria) anche di alcune particolari notazioni del dialetto ligure nella forma arcaica.
È da sottolineare tuttavia che la coesistenza con le popolazioni di origine sarda e le diverse assunzioni linguistiche dal sardo hanno determinato che il dialetto tabarchino parlato a Calasetta è sostanzialmente diverso nella pronuncia e in alcuni tratti semantici rispetto a quello utilizzato a Carloforte, dove si è mantenuto invece globalmente in una forma più aderente al pegliese di origine.
Ad un esperto osservatore esterno la lingua appare per diversi aspetti analoga, ma non uguale, a quelle ad oggi usate nel genovesato e nella prima Riviera di Ponente ligure, con alcune forme linguistiche liguri antiche.

## Cultura

### Musei
- Museo d'arte contemporanea: allestito nel "vecchio mattatoio"" comunale, dismesso da anni e ristrutturato allo scopo. Gli spazi espositivi interni, articolati su due piani, raccolgono dal 2000 collezioni, curate da Ermanno Leinardi (1933-2006), importante artista sardo locale, di numerose opere di diversi artisti moderni. Il museo MACC (acronimo di museo arte contemporanea Calasetta) è gestito dal 2012 dalla Fondazione Macc, istituita dal comune di Calasetta.

### Scuole
- A Calasetta è presente la Scuola dell'Infanzia Paritaria "Giovanni XXII" gestita dalla San Domenico ETS [23]

### Media

#### Televisione
La scogliera di Calasetta, le sue spiagge in particolare Spiaggia Grande, oltre alla chiesa di San Maurizio, sono state scelte come location durante le riprese della serie televisiva "L'isola di Pietro", con Gianni Morandi, trasmessa su Canale 5 nel 2017.

## Geografia antropica

### Urbanistica
Il centro comunale di Calasetta, lo storico Borgo (in tabarchino Borgu e in sardo Brugu), è costituito da due vasti isolati urbani o piccoli Rioni (in tabarchino Riùn e in sardo Parti): Marina (in tabarchino Màina e in sardo Marina), dove gli abitanti sono denominati in tabarchino marràixi, e Torre (in tabarchino Ture e in sardo Turri), nel quale i residenti sono chiamati in tabarchino turràixi. La Via Roma (già Via Grande) divide i due Rioni sunnominati.
Nella parte sud-occidentale del centro storico si trova il più recente rione residenziale di Sottotorre o Sotto Torre (in tabarchino Sutta Ture e in sardo Sutta Turri), abitato, e molto frequentato, soprattutto nel periodo estivo; mentre nella parte meridionale vi è una zona di espansione abitativa denominata La Costiera (in tabarchino A Custea e in sardo Sa Costera), sorta anch'essa successivamente al borgo originario.

### Frazioni
Fanno parte del comune anche la frazione di Cussorgia (64 abitanti al 2001); e le località e casali di Cascinole U Vègiu Magasìn ("casale vecchio magazzino"), Mangiabarche, Mercureddu, Mercuri, Salina (o Saline), Sisineddu, Tonnara e Tupei.

## Economia
Il turismo è forse l'attività economica più rilevante nel Comune di Calasetta con servizi di soggiorno e ristorazione, ma anche con la presenza di numerose seconde case lungo la costa. Le tradizionali attività marinare della pesca sono presenti con servizi marittimi; così anche l'agricoltura come la coltura della vite con ottime produzione di vino Carignano.

## Infrastrutture e trasporti

### Strade

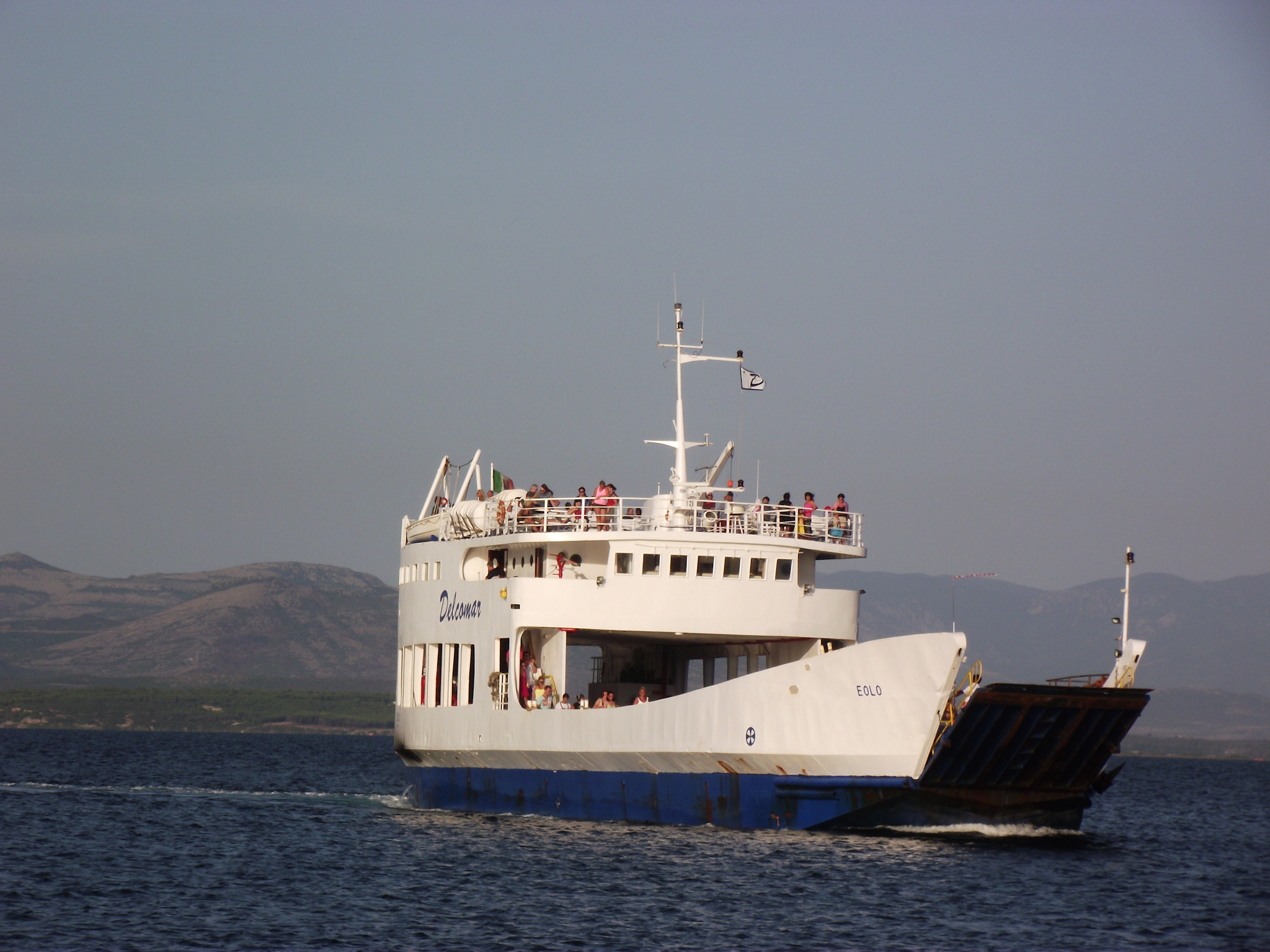
Traghetto Eolo della Delcomar in arrivo al porto di Calasetta

La principale arteria viaria che raggiunge Calasetta è la SS 126 dir, che collega il comune con Sant'Antioco, passando sulla parte nord-est dell'isola omonima. Il collegamento con il centro antiochense (alla cui periferia è presente il ponte stradale che collega l'isola di Sant'Antioco alla Sardegna) dal 2006 è possibile anche attraverso la strada provinciale 76, che si sviluppa lungo la costa ovest dell'isola (rendendo così possibile il giro completo dell'isola lungo la costa).

### Porti

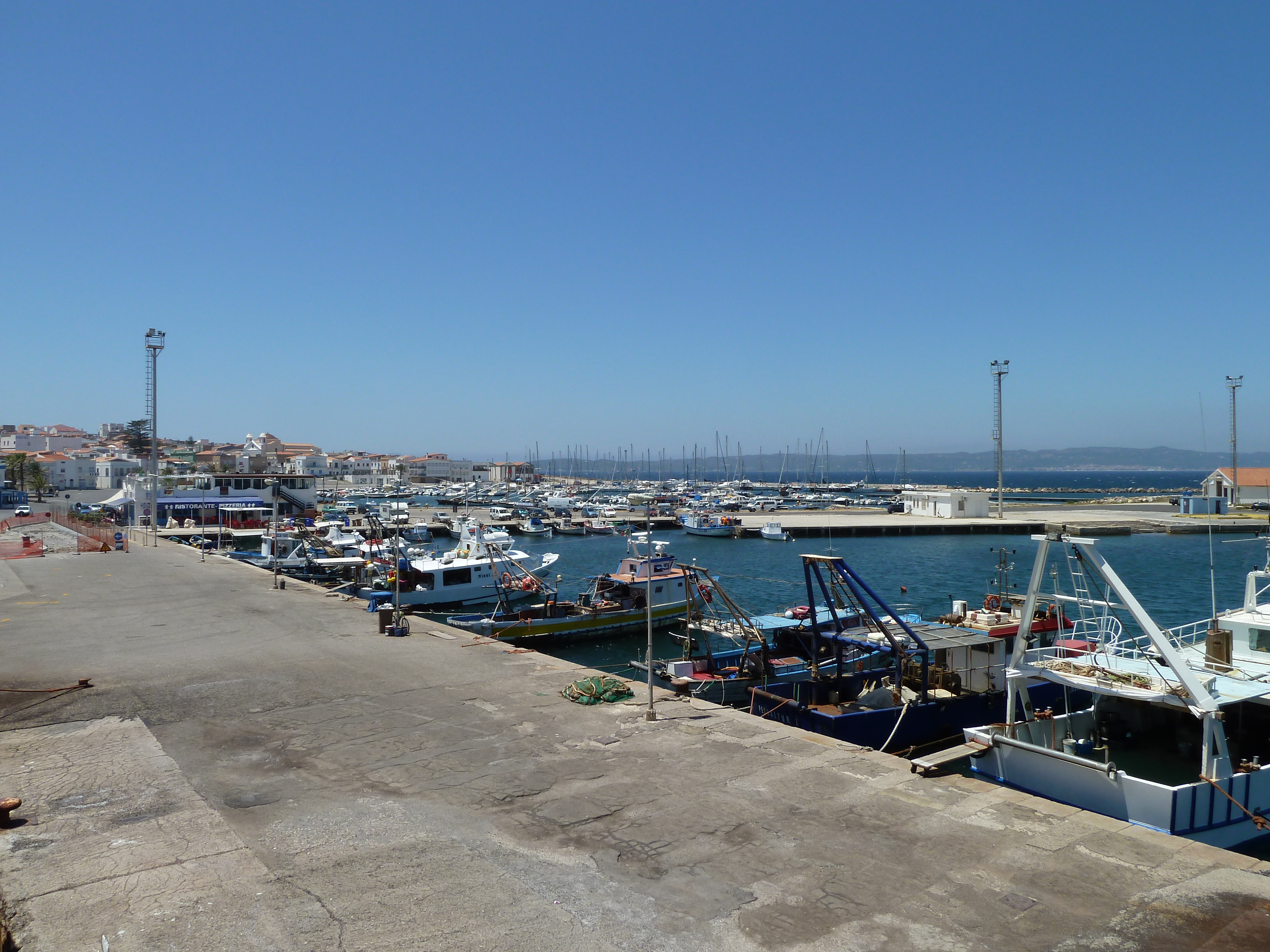
Il porto

Calasetta è dotata di un porto turistico e per pescherecci, oltre che commerciale. Il sito portuale non ha alti fondali (è poco profondo) e quindi è limitato a natanti di piccola stazza: il porto ha un'ottima esposizione meteomarina, essendo ridossato da maestrale, che localmente è il vento di massima traversia, ma anche alquanto da scirocco, il secondo per rilevanza; e perfettamente riparato a libeccio.
Dalle banchine dello scalo è possibile raggiungere Carloforte, unico centro abitato dell'isola di San Pietro, tramite collegamenti giornalieri espletati dalla Delcomar, operativa anche nelle ore notturne: data la posizione naturalmente sicura del porto, l'approdo di Calasetta è sempre ben agibile in tutte le condizioni meteomarine.

### Mobilità urbana

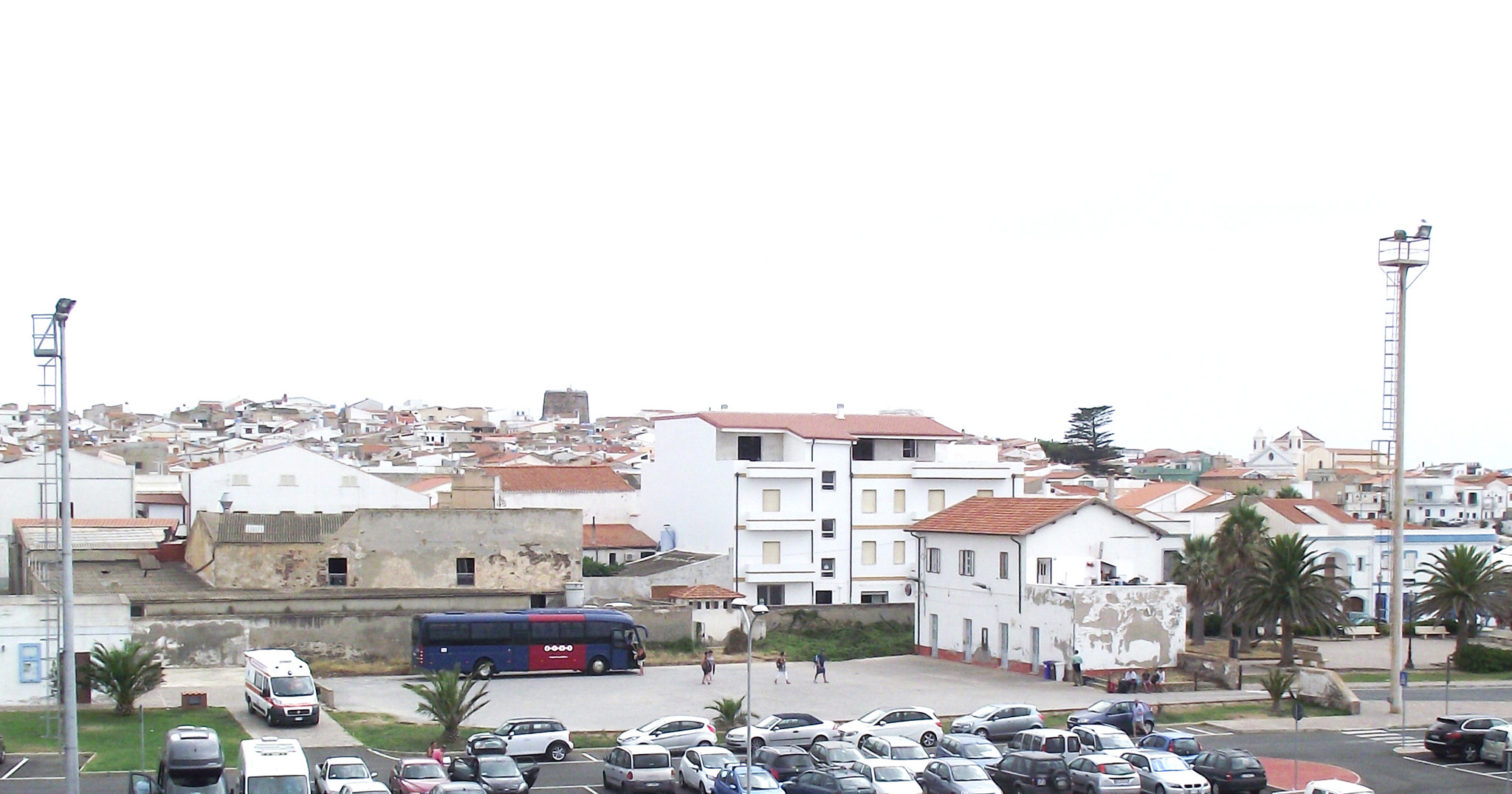
Autobus dell'ARST in sosta presso l'ex stazione ferroviaria di Calasetta, nelle vicinanze del porto.

Calasetta è collegata con Sant'Antioco e col Sulcis-Iglesiente dagli autobus extraurbani dell'ARST, la quale in periodo estivo attiva anche delle corse per collegare l'abitato con le sue spiagge principali. L'ARST gestisce anche le relazioni che sino al 1974 erano espletate attraverso la ferrovia Siliqua-San Giovanni Suergiu-Calasetta, di cui l'ex stazione capolinea è fermata terminale delle autocorse nel centro.

## Amministrazione
Dall'insediamento dell'abitato e della comunità, anno 1770, Calasetta ha avuto le seguenti amministrazioni municipali con i titolari delle cariche istituzionali:
| Periodo        | Periodo        | Primo cittadino         | Partito                              | Carica                              | Note   |
| -------------- | -------------- | ----------------------- | ------------------------------------ | ----------------------------------- | ------ |
| 1920           | 1927           | Rombi Francesco         | Partito Nazionale Fascista           | Sindaco poi Podestà                 |        |
| 1927           | 1930           | Mercenaro Salvatore     | Partito Nazionale Fascista           | Commissario Prefettizio poi Podestà |        |
| 1931           | 1931           | Sanna Tommaso           | Partito Nazionale Fascista           | Commissario Prefettizio             |        |
| 1931           | 1934           | Serra Giovanni          | Partito Nazionale Fascista           | Commissario Prefettizio             |        |
| 1935           | 1937           | Ravot Ernesto           | Partito Nazionale Fascista           | Commissario Prefettizio             |        |
| 1938           | 1943           | Sollai Priamo           | Partito Nazionale Fascista           | Commissario Prefettizio poi Podestà |        |
| 1944           | 1944           | Biggio Rombi Salvatore  |                                      | Commissario Prefettizio             |        |
| 1945           | 1945           | Ballero Carlo           |                                      | Commissario Prefettizio             |        |
| 1945           | 1945           | Rombi Aurelio           |                                      | Commissario Prefettizio             |        |
| 1946           | 1952           | Rombi Manconi Salvatore | Democrazia Cristiana                 | Sindaco                             |        |
| 1952           | 1956           | Rombi Enea              | Democrazia Cristiana                 | Sindaco                             |        |
| 1956           | 1960           | Cincotti Giuseppe       | Democrazia Cristiana                 | Sindaco                             |        |
| 1960           | 1962           | Cincotti Antioco        | Democrazia Cristiana                 | Sindaco                             |        |
| 1962           | 1966           | Cabras Giovanni         | Democrazia Cristiana                 | Sindaco                             |        |
| 1966           | 1972           | Cipollina Giuseppe      | Democrazia Cristiana                 | Sindaco                             |        |
| 1972           | 1978           | Cabras Giovanni         | Democrazia Cristiana                 | Sindaco                             |        |
| 1978           | 1980           | Biggio Alessandro       | Lista Civica (DC-PSDI)               | Sindaco                             |        |
|                | 1984           | Biggio Alessandro       | Lista Civica (Indipendente)          | Sindaco                             |        |
| 1984           | 1989           | Aversano Adriano        | Democrazia Cristiana                 | Sindaco                             |        |
| 1989           | 1994           | Aversano Adriano        | Democrazia Cristiana                 | Sindaco                             |        |
| 1994           | 23 aprile 1995 |                         |                                      | commissario straordinario           |        |
| 23 aprile 1995 | 16 aprile 2000 | Adriano Aversano        | liste civiche di centro sinistra     | sindaco                             | [ 27 ] |
| 16 aprile 2000 | 13 giugno 2004 | Adriano Aversano        | lista civica                         | sindaco                             |        |
| 13 giugno 2004 | 7 giugno 2009  | Remigio Scopelliti      | lista civica                         | sindaco                             |        |
| 7 giugno 2009  | 25 maggio 2014 | Antonio Vigo            | lista civica                         | sindaco                             |        |
| 25 maggio 2014 | 16 giugno 2019 | Antonio Vigo            | lista civica "Calasetta Domani"      | sindaco                             |        |
| 16 giugno 2019 | 10 giugno 2024 | Claudia Mura            | lista civica "Calasetta 250"         | sindaco                             |        |
| 10 giugno 2024 | in carica      | Antonello Puggioni      | lista civica “Rinascita Calasettana” | sindaco                             |        |

### Gemellaggi
- Arenzano
- Genova, dal 2020[28] (precedentemente solo con il quartiere genovese Pegli)